# Selma Björnsdóttir
Selma Björnsdóttir (Reykjavík, 13 de junho de 1974) é uma cantora islandesa, conhecida internacionalmente por ter representado a Islândia por duas vezes no Festival Eurovisão da Canção.

## Biografia
Quando tinha apenas 10 anos estreou na ópera infantil  "A arca de  Noé", o que lhe proporcionou mais tarde ter um papel na ópera  "Carmen".
Depois de ganhar uma competição musical no  Colegio de Comércio da Islândia, recebeu unma oferta para fazer parte do grupo  Fantasia, donde esteve dois anos.
Em 1995, Selma conseguiu o papel de   Rosália en "West Side Story". Desde daí tem estado muito relacionada com musicais, participando no "The Rocky Horror Show", "Grease",  Serenata à chuva", "Romeu & Julieta", "Hair" e, mais recentemente, o popular musical infantil "A Cesta de Fruta".
Representou a Islândia pela primeira vez no  Festival Eurovisão da Canção 1999, onde conseguiu um segundo lugar com a canção "All Out Of Luck". Esta canção fez parte do seu álbum  "I am" en 1999, a que se seguiu um novo disco um ano mais tarde chamado  "Life Won’t Wait". Em 2002 juntou-se a uma amiga sua  Hansa, para levar  a cabo un álbum de duetos. No mesmo ano, Selma gravou uma versão da música "Always A Way", que mais tarde seria incluída na série "LazyTown".
A sua grande carreira musical proporcionou-lhe uma grande popularidade para representar a Islândia uma segunda vez no Festival Eurovisão da Canção 2005. com o tema  "If I Had Your Love". Esta canção, apesar da popularidade, não conseguiu apurar-se para a final.